# Equació de continuïtat
En física una equació de continuïtat expressa una llei de conservació utilitzant el flux de la magnitud que es conserva al llarg d'una superfície tancada. L'equació de conservació pot expressar-se en forma diferencial o integral.

## Teoria electromagnètica
En electromagnetisme, l'equació de continuïtat es deriva de dues de les equacions de Maxwell i estableix que la divergència de la densitat de corrent és igual a la taxa negativa de canvi de la densitat de càrrega.
{\displaystyle \nabla \cdot \mathbf {J} =-{\partial \rho  \over \partial t}}

### Derivació
Una de les equacions de Maxwell, la llei d'Ampère, estableix que
{\displaystyle \nabla \times \mathbf {H} =\mathbf {J} +{\partial \mathbf {D}  \over \partial t}.}
Prenent la divergència dels dos costats en resulta
{\displaystyle \nabla \cdot \nabla \times \mathbf {H} =\nabla \cdot \mathbf {J} +{\partial \nabla \cdot \mathbf {D}  \over \partial t}}
però la divergència d'un rotacional és zero, per tant
{\displaystyle \nabla \cdot \mathbf {J} +{\partial \nabla \cdot \mathbf {D}  \over \partial t}=0.\qquad \qquad (1)}
Una altra de les equacions de Maxwell, la llei de Gauss, estableix que
{\displaystyle \nabla \cdot \mathbf {D} =\rho .\,}
Substituim això a l'equació (1) per tal d'obtenir
{\displaystyle \nabla \cdot \mathbf {J} +{\partial \rho  \over \partial t}=0,\,}
que és l'equació de continuïtat.

### Interpretació
La densitat de corrent és la densitat del moviment de la densitat de càrrega. L'equació de continuïtat diu que si la càrrega cap a fora d'un diferencial de volum (per exemple, la divergència de la densitat de corrent és positiva) llavors la quantitat de càrrega a aquell volum disminueix, per tant, la taxa de densitat de càrrega és negativa. En conseqüència, l'equació de continuïtat quantifica la conservació de la càrrega.

### Notació relativista
L'equació de continuïtat pot ser escrita de manera molt simple i compacta utilitzant la notació de la relativitat general. Es defineix el quadrivector densitat de corrent, el seu component temporal és la densitat de càrrega i el component espacial és el vector densitat de corrent; d'aquesta manera l'equació de continuïtat esdevé:
{\displaystyle \partial _{\mu }J^{\mu }=0}

## Dinàmica de fluids
En dinàmica de fluids l'equació de continuïtat és una equació de conservació de la massa. La seva forma diferencial és:
{\displaystyle {\partial \rho  \over \partial t}+{\cfrac {\partial }{\partial x^{2}}}(\rho u)+{\cfrac {\partial }{\partial y^{2}}}(\rho v)+{\cfrac {\partial }{\partial z^{2}}}(\rho w)=0}
En llenguatge més compacte, es té:
{\displaystyle {\partial \rho  \over \partial t}+\nabla \cdot (\rho \mathbf {u} )=0}
on {\displaystyle \rho } és la densitat, t és el temps, i v la velocitat del fluid.

## Mecànica quàntica
En mecànica quàntica, la conservació de probabilitat també produeix una equació de continuïtat. Si P(x, t) és l'amplitud de probabilitat de la densitat, podem escriure
{\displaystyle \nabla \cdot \mathbf {j} =-{\partial  \over \partial t}P(x,t)}
on J és la probabilitat de flux.

## Quadricorrent
La conservació del corrent s'expressa de manera compacta com la divergència de la invariància de Lorentz d'un quadricorrent:
{\displaystyle J^{a}=\left(c\rho ,\mathbf {j} \right)}
on
c és la velocitat de la llum
ρ és la densitat de càrrega
j és la densitat de corrent convencional.
{\displaystyle \partial _{a}J^{a}={\frac {\partial \rho }{\partial t}}+\nabla \cdot \mathbf {j} =0}